# Gambiologia
Gambiologia é uma abordagem contemporânea sobre a gambiarra (em inglês: jury rig, kludge ou makeshift). É a pesquisa sobre como a tradição brasileira de adaptar, improvisar, encontrar soluções simples e criativas para pequenos problemas cotidianos pode ser aplicada hoje, nos contextos da arte contemporânea e da cultura digital.
A Gambiologia propõe uma análise sobre a gambiarra para além da comparação com o que se chama de "Jeitinho Brasileiro". Pelo contrário, sugere um estudo sobre sua relação com questões relevantes no mundo contemporâneo: tecnologia, sustentabilidade, escassez de recursos, criatividade, arte, design, cultura hacker e "faça-você-mesmo". A partir disso, a Gambiologia investiga o fenômeno sob uma ótica de inovação social, relacionando-a com manifestações similares – principalmente de países em desenvolvimento – como Jugaad na India, Juakali no Quênia, Zizhu chuangxin na China, o Rasquache no México, entre outros.
Gambiologia é também o nome de um Coletivo de artistas de Belo Horizonte (Brasil) que tornou-se referência ao elaborar e aprofundar o uso do termo, principalmente no circuito das artes plásticas e do design.